# Lomazzo
Lomazzo ist eine norditalienische Gemeinde (comune) mit 9969 Einwohnern (Stand 31. Dezember 2023) in der Provinz Como in der Lombardei.

## Geographie
Die Gemeinde liegt etwa 13 Kilometer südsüdwestlich von Como und etwa 27,5 Kilometer nordwestlich von Mailand und umfasst die Fraktion Manera. Nachbargemeinden sind Bregnano, Cadorago, Cirimido, Guanzate, Rovellasca, Rovello Porro und Turate.

## Geschichte
Für das erste Jahrhundert vor Christus ist eine Nekropole im Gemeindegebiet nachgewiesen. Vermutlich hat eine Siedlung hier bereits seit dem 3. oder 4. Jahrhundert vor Christus bestanden.
Mit der Christianisierung durch Ambrosius, dem Erzbischof von Mailand, blieb die Region dann unter Mailändischer Herrschaft. Allerdings durchlief die Gemeinde die Grenze zwischen Como und Mailand: Der Pfarrbezirk San Siro wurde Como zugeordnet, San Vito Mailand.
Seit 2007 führt die Gemeinde den Titel Città (Stadt).

## Verkehr
Lomazzo liegt an der Autostrada A9 von Mailand nach Como weiter Richtung Schweiz. Lomazzo ist mit zwei Autobahnanschlüssen an die A9 angeschlossen, Lomazzo sud und Lomazzo nord. An der Bahnstrecke Saronno–Como besteht ein Bahnhof.

## Sehenswürdigkeiten
- Pfarrkirche Santi Vito e Modesto (18. Jahrhundert), Architekt: Simone Cantoni[2]
- Kirche San Siro (1732)[3]
- Villa Carcano Raimondi (16. Jahrhundert)
- Villa Somaini (16. Jahrhundert)[4]
- Arco della Pace
- Torre dell’Acqua

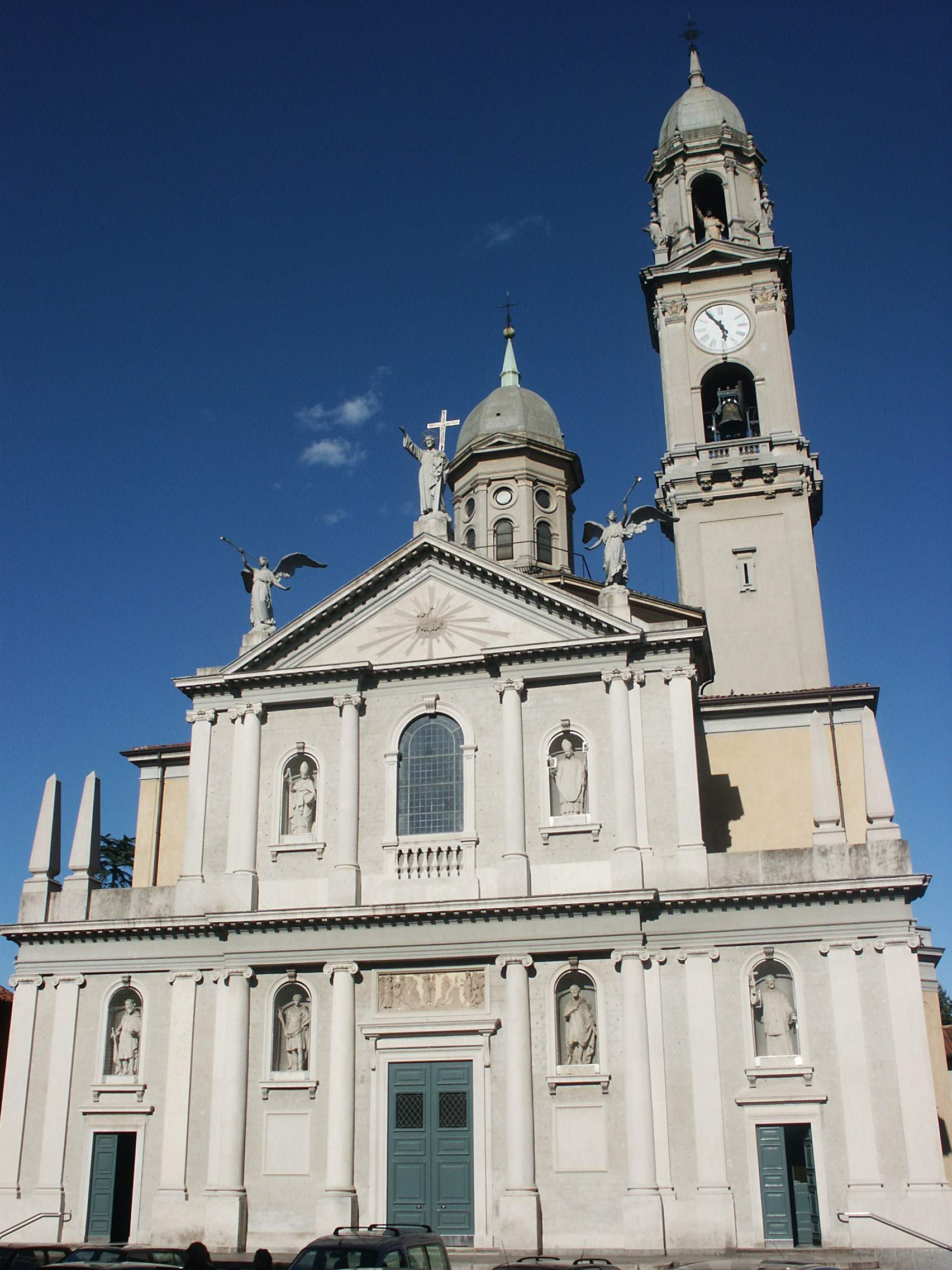
Kirche San Vito
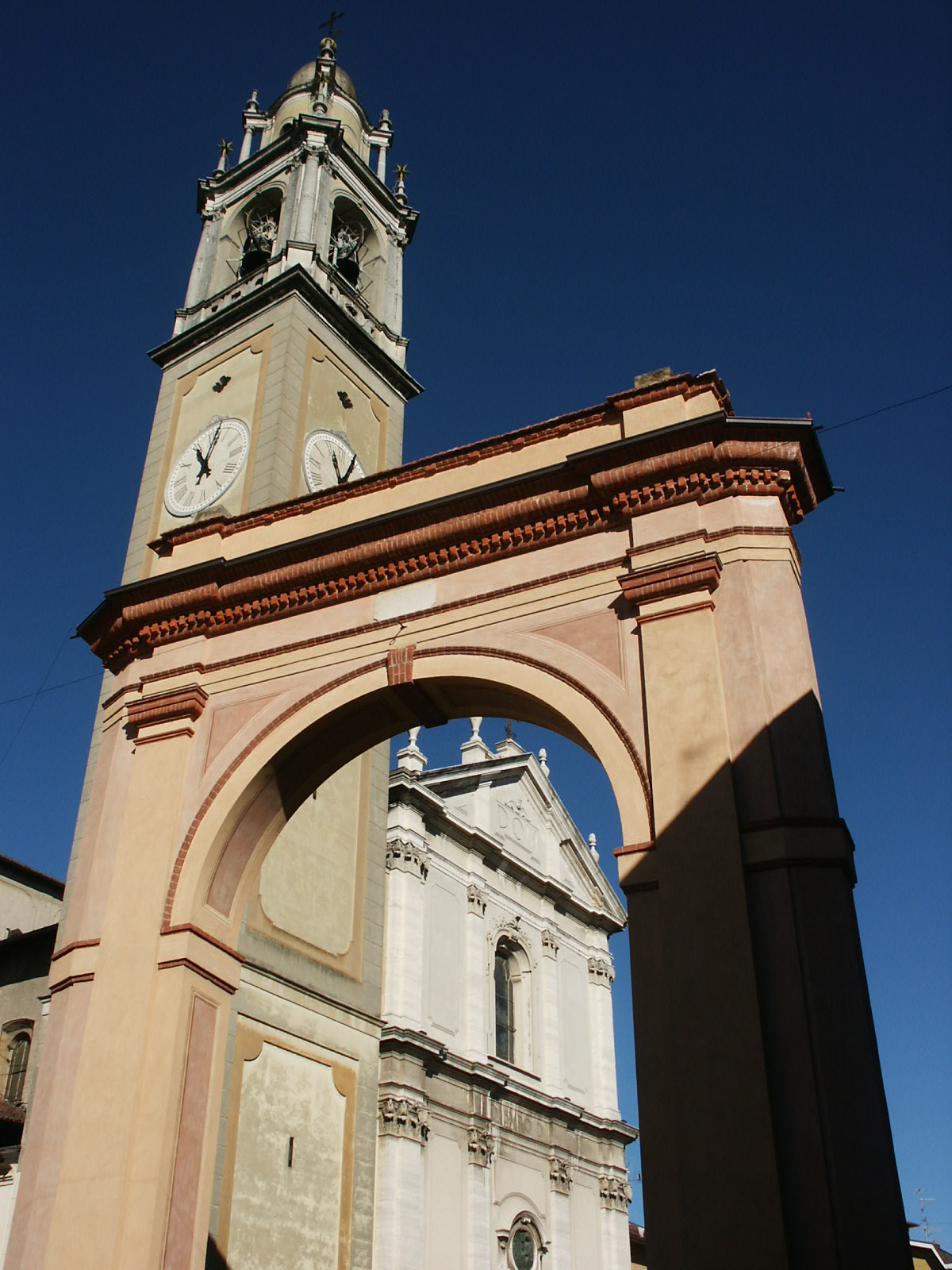
Arco della Pace
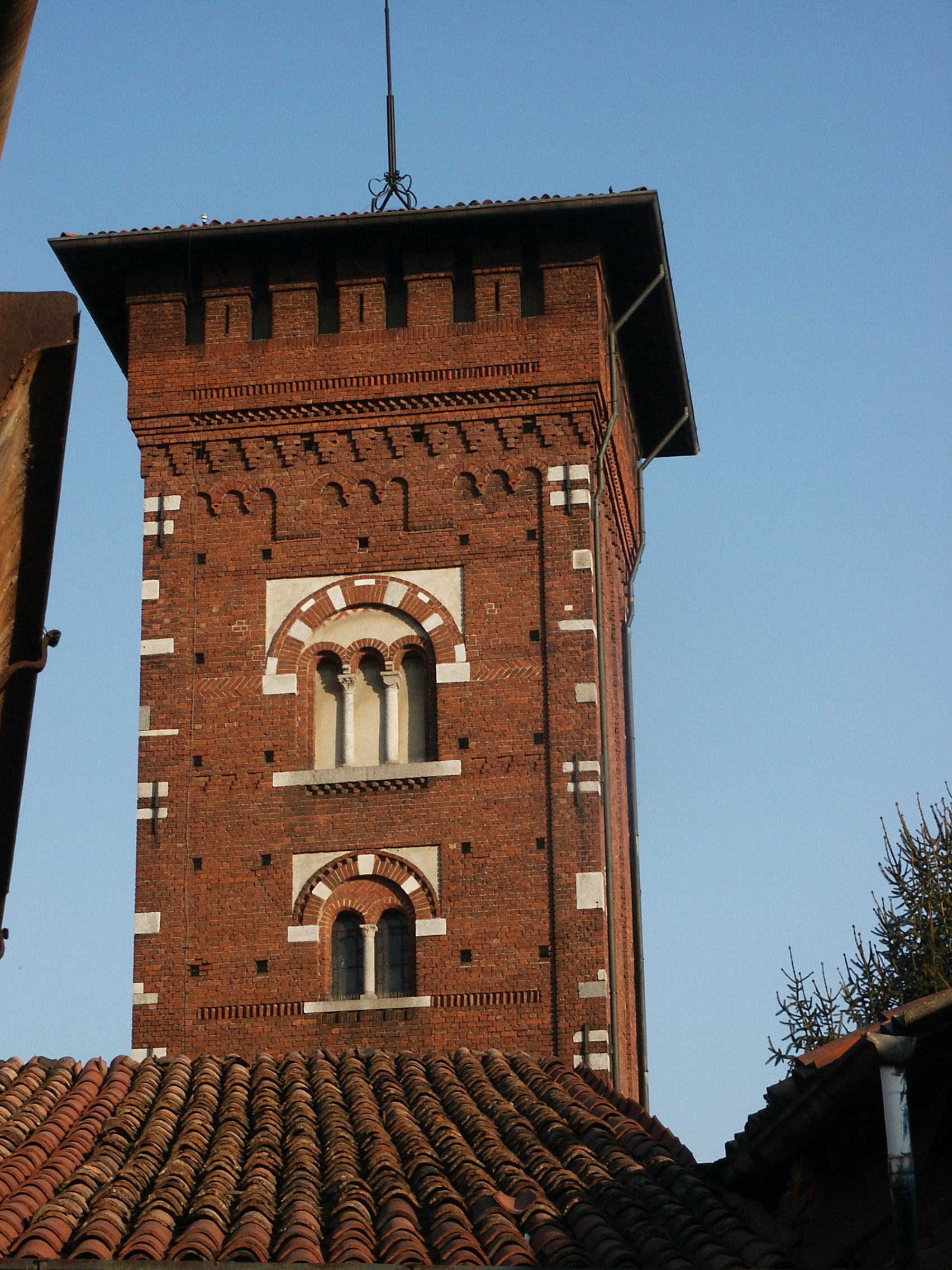
Torre dell’Acqua

## Persönlichkeiten

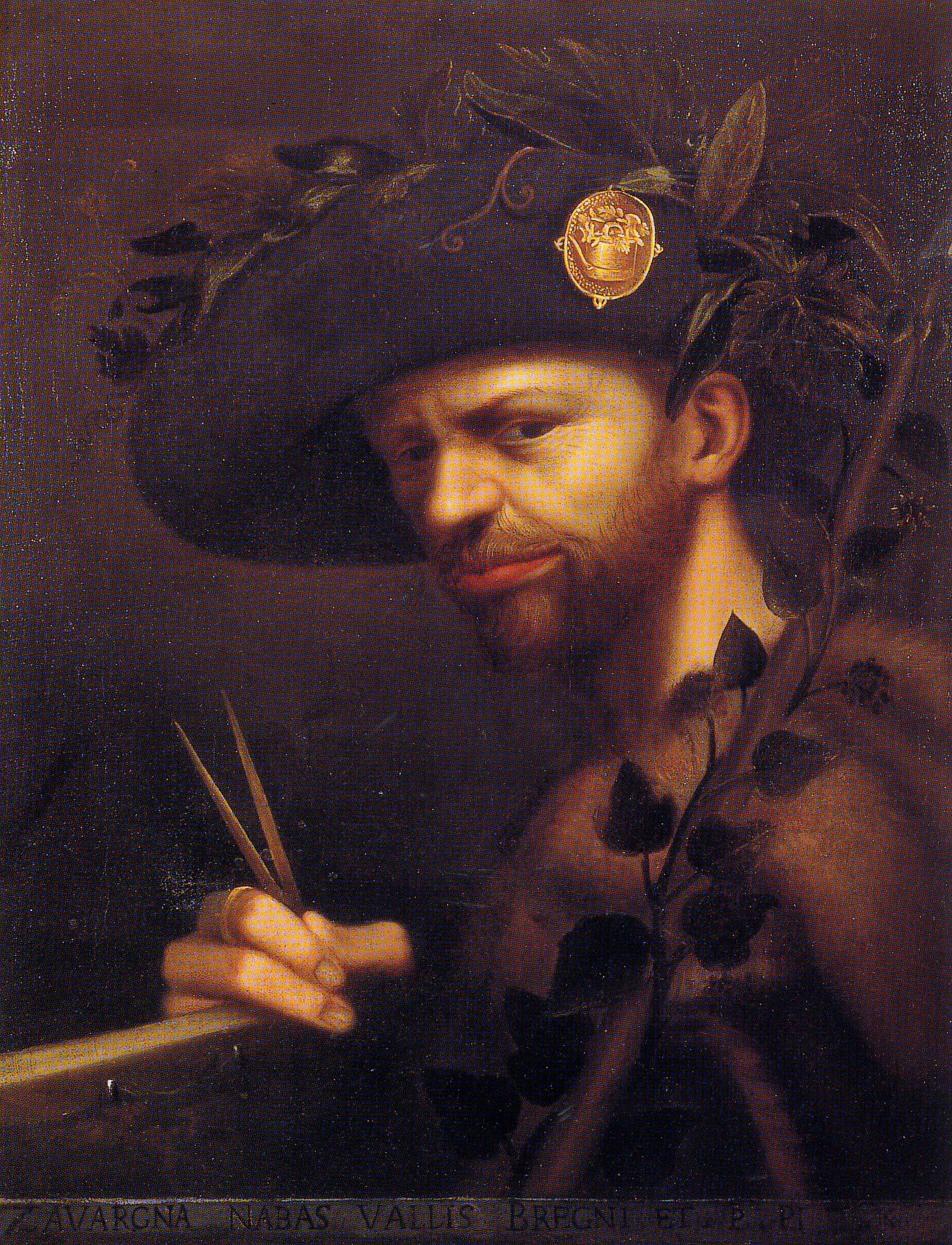
Giovanni Paolo Lomazzo

- Michele Carcano [latein. Michael de Carcanis de Mediolano] (* 1427 in Lomazzo; † 20. März 1484 in Lodi), Priester, Seligsprechung
- Giovanni Paolo Lomazzo (* 26. April 1538 in Mailand; † 13. Februar 1600 ebenda), Maler, Kunsthistoriker und Kunsttheoretiker
- Claudio Villa (Comiczeichner) (* 31. Oktober 1959), Comiczeichner
- Francesco Somaini (* 6. August 1926 in Lomazzo; † 19. November 2005), Bildhauer
- Francesco Somaini (1855–1939), Politiker, Unternehmer